# Maria Bründl (Schwarzenbach)

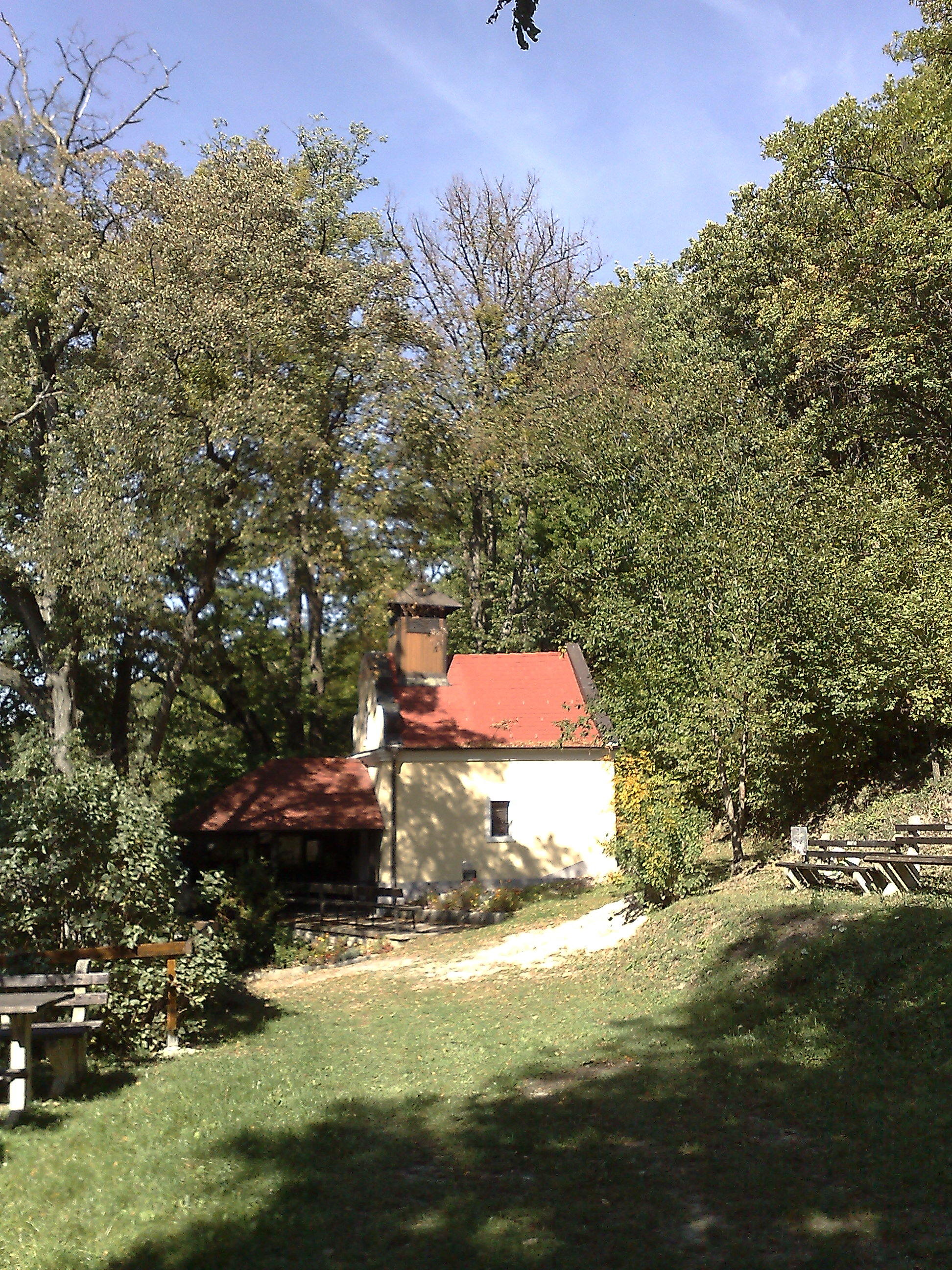
Die Maria-Bründl-Kapelle

Maria Bründl mit der Bründlkapelle und dem Augenbründl (Quelle) ist eine kleine Wallfahrtsstätte im Gemeindegebiet der niederösterreichischen Marktgemeinde Schwarzenbach, am westlichen Abhang des Schwarzenbacher Burgberges  Richtung Markt Schwarzenbach, in der Nähe der Rotte Trift. Zu ihm führt der Schwarzenbacher Kreuzweg.

## Geschichte
In der Josephinischen Landesaufnahme wird der Wallfahrtsort auch Heiligerbrun genannt. Die Kapelle wurde im Jahre 1987 renoviert. In den Jahren 1988/89 wurde ein Feldkreuzweg mit 14 Stationen entlang des Weges zur Bründlkapelle errichtet.

## Sage
Die Sage über die Bründelkapelle wurde im Jahre 1921 von Herrn Oberlehrer Leopold Petzelmayer folgendermaßen notiert: 
Schon seit uralten Zeiten kannten die Leute die Quelle am Westabhang des Burgberges.
Einst benetzte eine arme Frau, die schon lange ein Augenleiden quälte, mit dem Wasser der besagten Quelle die Augen und wurde geheilt. Die Kunde verbreitete sich in der Runde und bald kamen viele, um durch den Gebrauch des Wassers Heilung zu finden. Selbst Blinde wurden sehend, wenn sie sich mit dem Wasser die Augen gewaschen hatten. Weil nun so viele Leute auf so wundersame Weise geheilt worden waren, nannte man die Quelle das „HEILIGE BRÜNDEL“ und erbaute über der Quelle eine Kapelle, die heute noch erhalten ist.
Von dem wundertätigen Wasser hörte auch tief in Ungarn eine reiche Gräfin, die durch ein Unglück ihr Augenlicht verloren hatte. Sie beschloss daher, zu dem „Brunnen auf dem Berge“ zu wallfahren, damit auch sie in ihrem Leide Hilfe erfahre. Sie kam, wusch sich die Augen und wurde sehend. Zum Dank dafür ließ sie die Kapelle ausschmücken. Nach Hause zurückgekehrt, erzählte sie überall von dem Wunder, das beim heiligen Bründel an ihr geschehen.
Das kam auch einer anderen reichen ungarischen Gräfin zu Ohren, die ebenfalls erblindet war. Auch sie unternahm die weite Reise zum „heilsamen Bründl“ und erhoffte Heilung. Die Gräfin hatte aber eine schlechte Eigenschaft: Sie war maßlos geizig; daher wollte Gott sie prüfen.
Als sie gegen Schwarzenbach auf den Kobersdorfer Berg kam, wo aus der Ferne die Kapelle zu ihr herüber blickte, ward sie sehend und erblickte dieselbe. Da glaubte sie nun, es sei nicht mehr nötig, bis zum Bründl zu fahren und befahl dem Kutscher umzukehren. Kaum war sie unten auf der anderen Seite des Berges angelangt, so lag über ihren Augen wieder Nacht und das Augenlicht ward aufs Neue erloschen. Voll Schreck ließ sie eilends wieder zurückfahren. Die Waschung beim Bründl aber nützte nichts mehr. Das war die Strafe für den Geiz.